# Snapseed
Snapseed és una aplicació mòbil d'edició de fotografies produïda per Nik Software, una filial de DxO Labs, per iOS i Android que permet als usuaris millorar les fotos i aplicar filtres digitals.
Snapseed ha estat classificada com una de les 100 millors aplicacions per a Android de 2015 segons la PC Magazine.

## Història
Nik va llançar originalment Snapseed a l'iPad al juny de 2011, i va ser nomenada la millor aplicació iPad de l'any 2011 per Apple. Partint de l'èxit de la versió per iPad, Nik va llançar Snapseed per l'iPhone a l'agost de 2011. Posteriorment, el 27 de febrer de 2012, Snapseed va ser anunciat per a Microsoft Windows.
Posteriorment a la presa de Google, Snapseed va ser llançada per Android el desembre de 2012 i la versió per a ordinadors de Snapseed va ser interrompuda.
El 9 d'abril de 2015, Nik va llançar Snapseed 2.0 per a iOS i Android, aportant noves eines, funcions i una interfície d'usuari renovada.

## Caracterísitiques
Els usuaris de Snapseed poden editar imatges fent servir gestos de desplaçament per seleccionar diferents efectes i millores. D'altra banda, els usuaris poden optar per un ajust "automàtic" de color i contrast. Snapseed pot estalviar l'historial d'edició dels usuaris i redirigir-ne a qualsevol de les accions anteriors. També pot crear i guardar combinacions de filtres utilitzant els filtres i les funcions d'edició predeterminades. La llista d'efectes especials i filtres inclou Drama, Grunge, Vintage, focus central, marcs i un canvi inclinat (que canvia la mida de les fotos). Snapseed 2.0 va introduir nous filtres com el desenfocament de la lent, el resplendor del glamour, el HDR scape i el noir, alhora que reformava la secció d'eines amb una interfície d'usuari més clara. Els usuaris poden compartir directament les imatges en llocs de xarxes socials com Facebook i Instagram.

## Premis
Nom de l'aplicació iPad de l'any 2011 per part d'Apple.
Anomenada una de les 100 millors aplicacions per a Android de 2015 per a PC Magazine.